# Trofeo Amets bat
El Trofeo Amets bat (Un sueño en euskera) es un premio que se entrega a los jugadores que hayan participado en alguna de las ediciones del Trofeo Daniel Ruiz Bazán y hayan logrado debutar en la Primera División de España.

## Premiados
- Azpilikueta (CA Osasuna)
- Iván Bolado (Racing de Santander)
- Bojan (FC Barcelona)
- Canales (Racing de Santander)
- Canella (Sporting de Gijón)
- De Marcos (Athletic Club)
- Echaide (CA Osasuna)
- Esparza (CA Osasuna)
- Galán (CA Osasuna)
- Igor Martínez (Athletic Club)
- Iturraspe (Athletic Club)
- Javi Martínez (Athletic Club)
- Jon Aurtenetxe (Athletic Club)
- José Ángel Valdés (Sporting de Gijón)
- Marcano (Racing de Santander)
- Mario Fernández (Racing de Santander)
- Muniain (Athletic Club)
- Portilla (Racing de Santander)
- Raúl Fernández (Athletic Club)
- Susaeta (Athletic Club)